# Chapelle Saint-Sébastien du Faouët
Pour les articles homonymes, voir Chapelle Saint-Sébastien.
La chapelle Saint-Sébastien est située sur la commune du Faouët au lieu-dit « Saint-Sébastien » dans le Morbihan.

## Historique
La construction de la chapelle, dédiée à saint Sébastien, a commencé en 1598 comme l'atteste l'inscription sur une pierre encastrée dans le parement externe du mur Nord : 

« CESTE CHAPELLE FUT TROUEE LE 22 JOUR DE JUILLET ET COMMANCE LE 21 DE SEPTEMBRE 1598 I POULIQUIN GOUVERNEUR ET RECTEUR. »

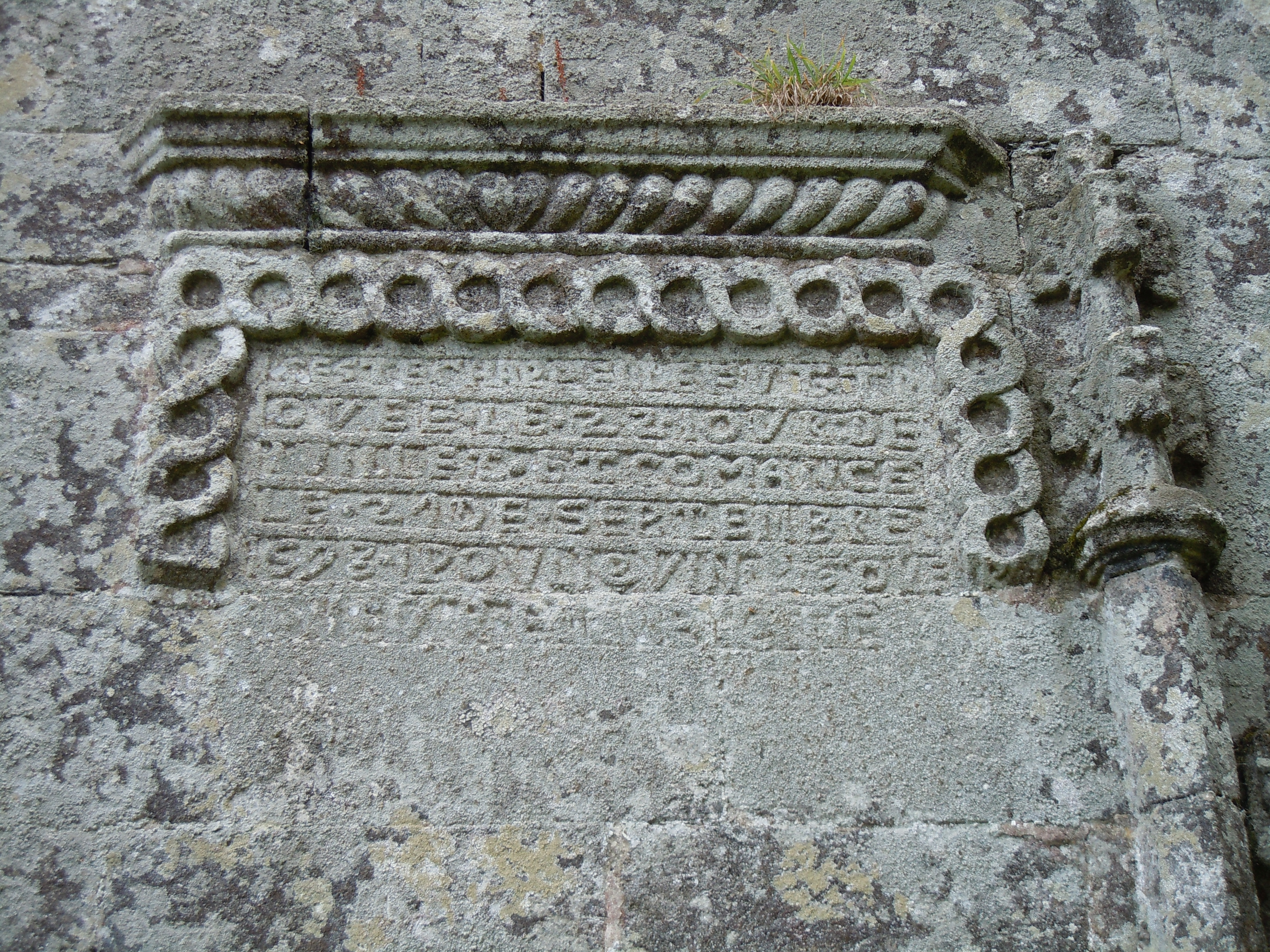
inscription sculptée dans la pierre mentionnant la date du début des travaux ainsi que le maître d'oeuvre

La chapelle, dédiée à saint Sébastien, a probablement été bâtie en tant qu'ex-voto pour la cessation de l'épidémie de peste de 1598, que relate le chanoine Jean Moreau dans ses Mémoires des guerres de la Ligue en Bretagne. Les sablières portent plusieurs dates ainsi que l'inscription : 

« FAICT PAR GABRIEL BRENIER L'AN 1608. »

En 1682, Nicolas-François du Fresnay, baron du Faouët, se déclare prééminencier et supérieur de la chapelle Saint-Sébastien où il a dans les vitres ses armes en supériorité. 
La chapelle a été construite avec le concours du seigneur de Coatquenven, dont le manoir était situé à moins de 800 mètres, sur une de ses propres terres  au village du Drezers. Les armes des Le Provost, seigneurs de Coatquenven : d'argent à cinq fusées de gueule mises en fasce, chargées d'une bande d'azur, se trouvaient jadis sur les trois vitraux du chevet et sur ceux du transept ; on les voyaient également à l'extérieur, au pignon du midi, proche d'un cadran solaire, et au-dessus de la porte d'entrée. Aujourd'hui elles ont disparu sauf dans la vitre centrale du chevet où une reproduction moderne ou un remploi en fait souvenir.
La chapelle fait l’objet d’un classement au titre des monuments historiques depuis le 28 décembre 1934.

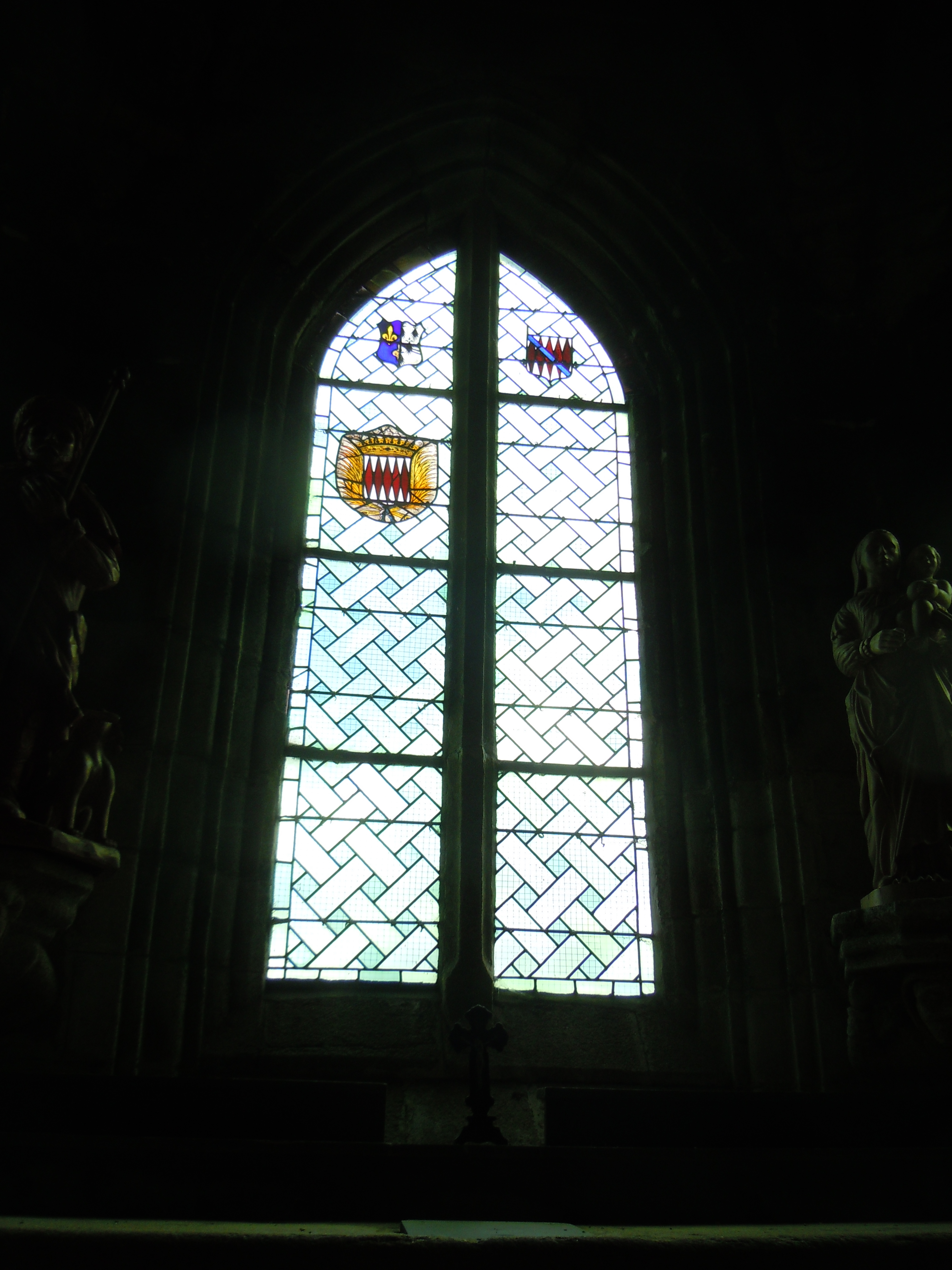
écus peints sur les vitraux de la chapelle. En haut à droite, écu des Le Provost, seigneur de Coatquenven.

## Description
« La chapelle Saint-Sébastien a été construite à partir de 1598. Son chevet reprend avec élégance le type à pignons multiples, et les portes dans leurs moulures sont toutes proches du gothique flamboyant (...) »

## Architecture et ornements
L'édifice est en forme de croix latine, à vaisseaux uniques épaulés par des contreforts angulaires. Ceux-ci sont amortis par des pinacles et ornés de gargouilles sculptées. Le chevet à trois pans est de type Beaumanoir. L'espace intérieur est couvert par une charpente lambrissée en berceau plein cintre nervuré. On peut y voir une belle poutre de gloire. Le mobilier est constitué de quatre niches-crédences, un bénitier, un autel, un maître autel et un retable. Mais l'édifice est surtout remarquable par le décor de ses sablières. 

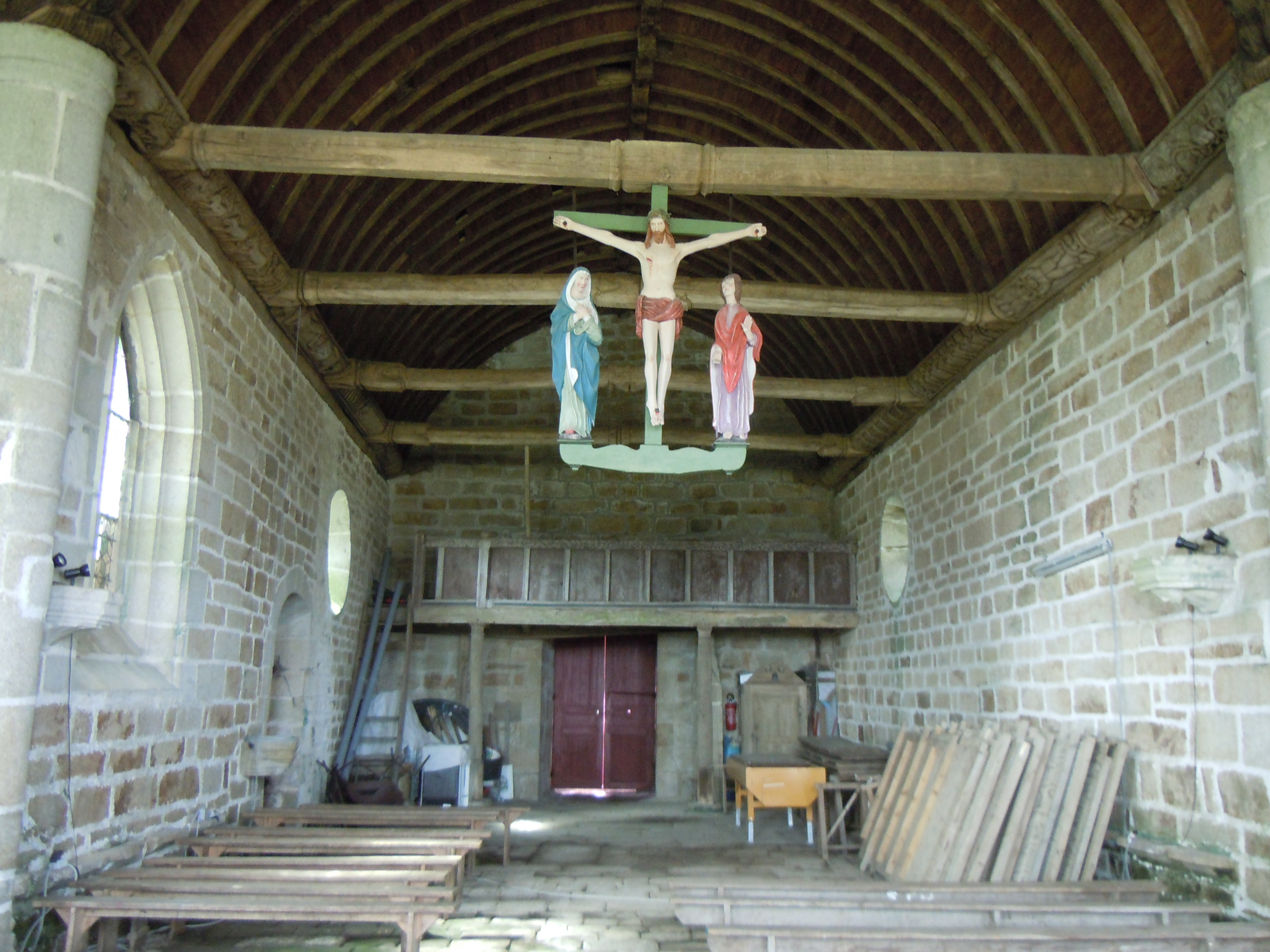
Intérieur de la nef avec sa poutre de gloire

## Sablières
Les sablières ont été sculptées entre 1600 et 1608 par Gabriel Brenier. Elles sont ornées de bas-reliefs sculptés représentant différentes scènes et personnages : masque de la bouche de laquelle sortent des rinceaux de feuillage ; deux hommes tête-bêche tenant un bâton ; sarabande conduite par un diable à gauche et suivi à droite d'un joueur de biniou ; saint Martin baptisant un catéchumène; martyre de saint Sébastien ; goupil attaqué par les poules ; chasse aux sangliers. Les costumes portés par les personnages sont représentatifs de ceux portés par l'aristocratie et la bourgeoisie au tout début du XVIIe siècle. Les danseurs de la sarabande portent chapeau à bords relevés, pourpoint et culotte bouffante tandis que les danseuses sont coiffées d'une barrette terminée en pointe sur le front. L'une d'entre elles, celle au centre, porte même busc à la taille, fraise et larges jupons.

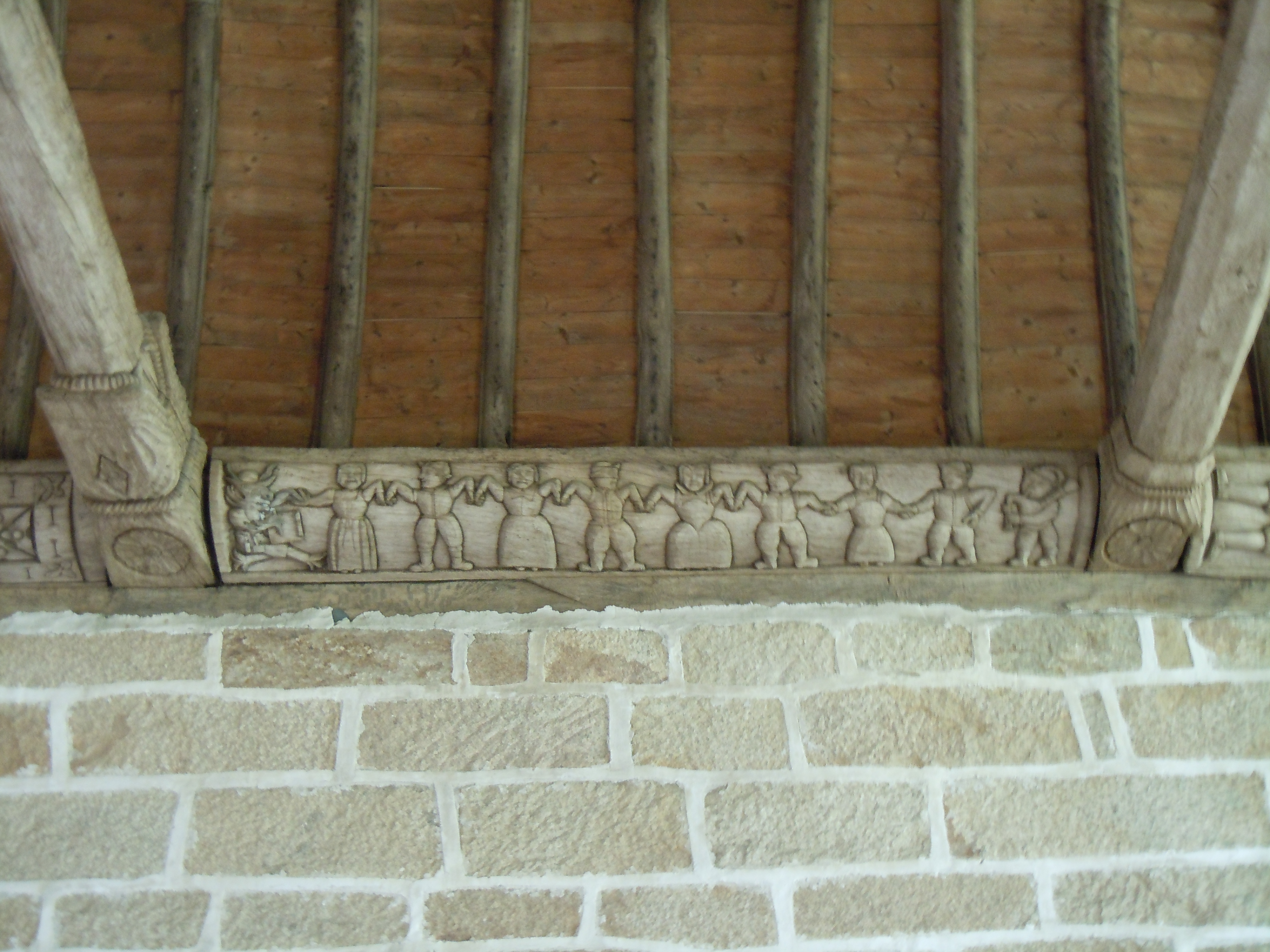
bas-relief représentant une danse macabre conduite par le diable au son du biniou
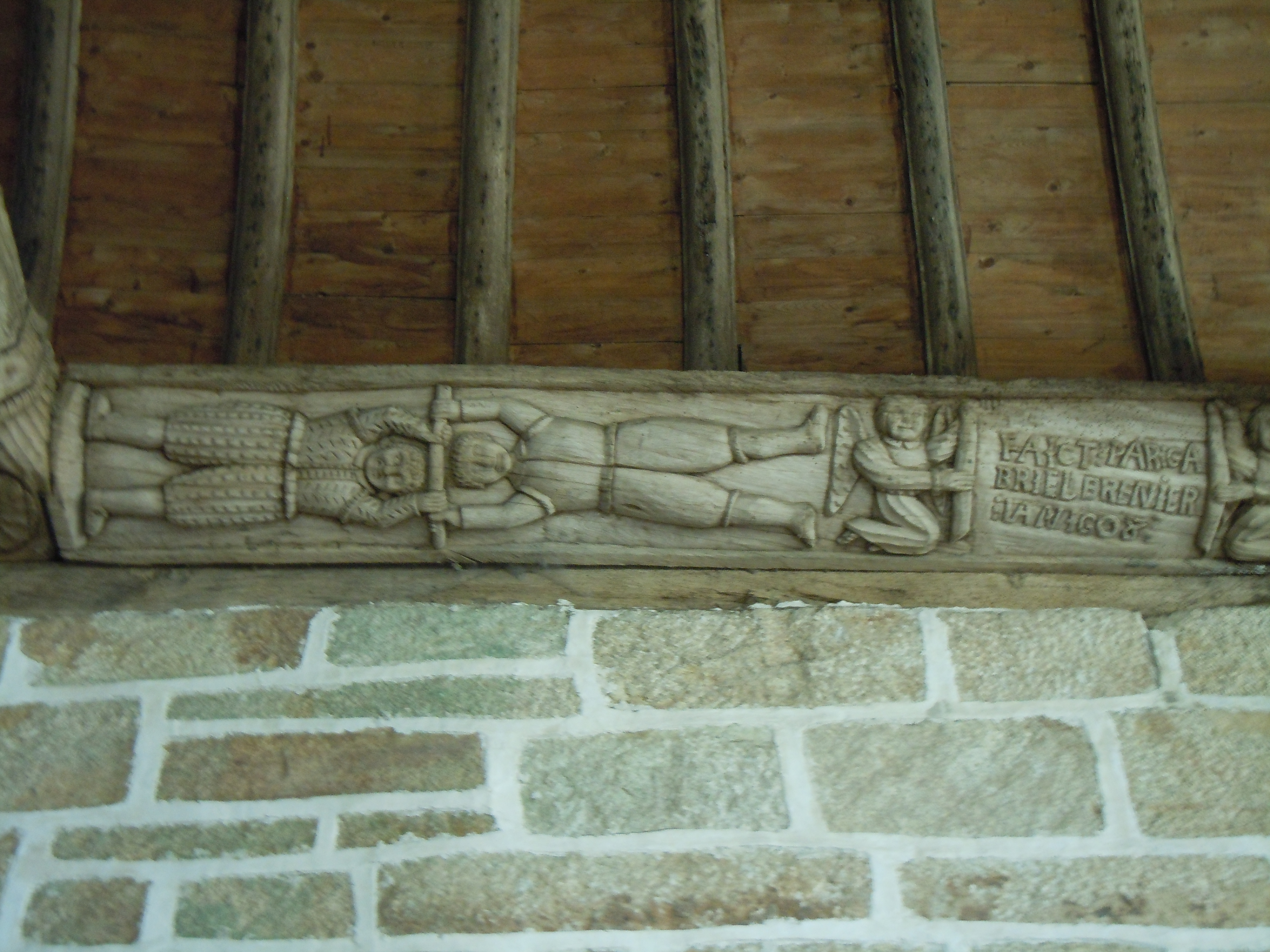
bas-relief représentant deux hommes tête-bêche tenant un bâton, accompagné de l'inscription « Faict par Gabriel Brenier l'an 1608. »
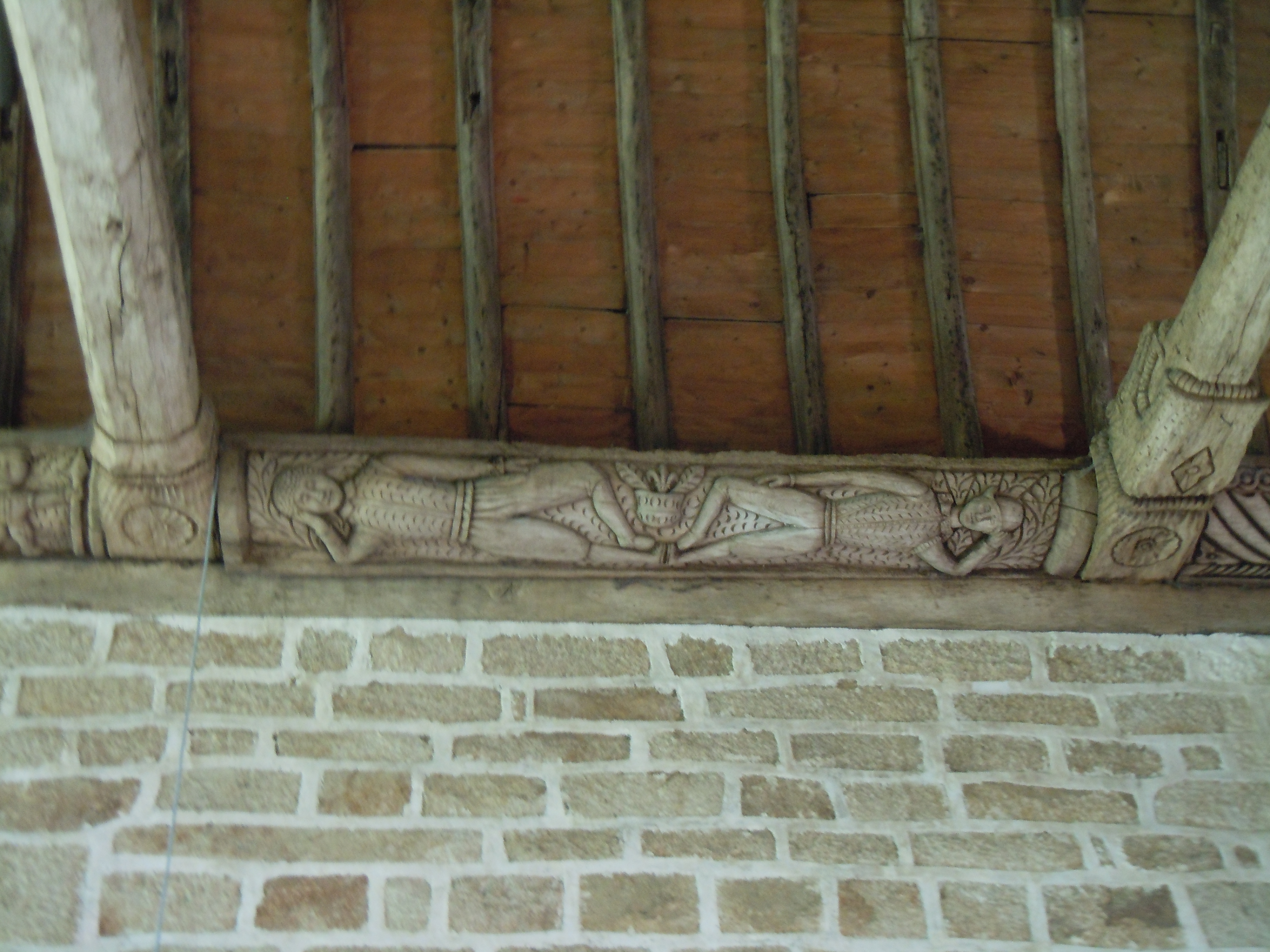
bas-relief représentant deux hommes faisant la sieste